# Paradecta gratiosa
Paradecta gratiosa là một loài nhện trong họ Salticidae.
Loài này thuộc chi Paradecta. Paradecta gratiosa được Elizabeth Bangs Bryant miêu tả năm 1950.